# Brayan Ceballos
Brayan Andrés Ceballos Jiménez (Cali; 24 de mayo de 2001) es un futbolista colombiano. Juega como defensa central en el New England Revolution de la Major League Soccer.

## Trayectoria

### Inicios
Ceballos se formó en las juveniles de Universitario de Popayán e hizo su debut absoluto el 11 de abril de 2018, comenzando en una victoria a domicilio por 1-0 sobre Deportes Quindío por la Copa Colombia. Después de cinco participaciones más en la Categoría Primera B, pasó a este último club, propiedad del mismo grupo de empresarios.
Inicialmente una opción de respaldo, Ceballos se convirtió en titular habitual del club en la temporada 2021, ayudando en su ascenso a la Categoría Primera A en el Torneo I. Hizo su debut en la máxima categoría el 17 de julio de 2021, jugando los 90 minutos completos en una victoria en casa por 2-0 sobre Jaguares de Córdoba.
Ceballos anotó su primer gol senior el 17 de agosto de 2021, anotando el primer gol en la derrota en casa por 2-3 ante Atlético Bucaramanga. Participó en 11 partidos en la categoría principal, ya que su equipo fue relegado inmediatamente .

### Fortaleza
El 16 de diciembre de 2021, Ceballos se mudó al extranjero y firmó un contrato de tres años con el Fortaleza del Campeonato Brasileiro Série A.

## Estadísticas

### Clubes
Actualizado al último partido disputado el 25 de junio de 2025.
| Club                                  | Div.          | Temporada     | Liga  | Liga  | Estaduales | Estaduales | Copas | Copas | Internacional | Internacional | Total | Total |
| Club                                  | Div.          | Temporada     | Part. | Goles | Part.      | Goles      | Part. | Goles | Part.         | Goles         | Part. | Goles |
| ------------------------------------- | ------------- | ------------- | ----- | ----- | ---------- | ---------- | ----- | ----- | ------------- | ------------- | ----- | ----- |
| Universitario de Popayán · Colombia   | 2.ª           | 2018          | 5     | 0     | —          | —          | 1     | 0     | —             | —             | 6     | 0     |
| Universitario de Popayán · Colombia   | Total club    | Total club    | 5     | 0     | —          | —          | 1     | 0     | —             | —             | 6     | 0     |
| Deportes Quindío · Colombia           | 2.ª           | 2019          | 1     | 0     | —          | —          | 3     | 0     | —             | —             | 4     | 0     |
| Deportes Quindío · Colombia           | 2.ª           | 2020          | 7     | 0     | —          | —          | 4     | 0     | —             | —             | 11    | 0     |
| Deportes Quindío · Colombia           | 2.ª           | 2021-I        | 21    | 0     | —          | —          | —     | —     | —             | —             | 21    | 0     |
| Deportes Quindío · Colombia           | 1.ª           | 2021-II       | 11    | 1     | —          | —          | —     | —     | —             | —             | 11    | 1     |
| Deportes Quindío · Colombia           | Total club    | Total club    | 40    | 1     | —          | —          | 7     | 0     | —             | —             | 47    | 1     |
| Fortaleza · Brasil                    | 1.ª           | 2022          | 16    | 0     | 6          | 0          | 5     | 0     | 5             | 0             | 32    | 0     |
| Fortaleza · Brasil                    | 1.ª           | 2023          | 3     | 0     | 10         | 0          | 2     | 1     | —             | —             | 15    | 1     |
| Fortaleza · Brasil                    | Total club    | Total club    | 19    | 0     | 16         | 0          | 7     | 1     | 5             | 0             | 47    | 1     |
| Junior · Colombia                     | 1.ª           | 2023          | 12    | 1     | —          | —          | —     | —     | —             | —             | 12    | 1     |
| Junior · Colombia                     | 1.ª           | 2024          | 4     | 0     | —          | —          | —     | —     | 4             | 0             | 8     | 0     |
| Junior · Colombia                     | Total club    | Total club    | 16    | 1     | —          | —          | 0     | 0     | 4             | 0             | 20    | 1     |
| Dinamo de Kiev · Ucrania              | 1.ª           | 2024-25       | 3     | 1     | —          | —          | —     | —     | 1             | 0             | 4     | 1     |
| Dinamo de Kiev · Ucrania              | Total club    | Total club    | 3     | 1     | —          | —          | 0     | 0     | 1             | 0             | 4     | 1     |
| New England Revolution Estados Unidos | 1.ª           | 2025          | 14    | 1     | —          | —          | —     | —     | —             | —             | 14    | 1     |
| New England Revolution Estados Unidos | Total club    | Total club    | 14    | 1     | —          | —          | 0     | 0     | 0             | 0             | 14    | 1     |
| Total carrera                         | Total carrera | Total carrera | 97    | 4     | 16         | 0          | 15    | 1     | 10            | 0             | 138   | 5     |

### Selección
Actualizado al último partido disputado el 29 de enero de 2024.
| Selección | Año   | Amistosos | Amistosos | Mundial | Mundial | Continental | Continental | Total | Total |
| Selección | Año   | Part.     | Goles     | Part.   | Goles   | Part.       | Goles       | Part. | Goles |
| --------- | ----- | --------- | --------- | ------- | ------- | ----------- | ----------- | ----- | ----- |
| Sub-23    | 2023  | 1         | 0         | —       | —       | 0           | 0           | 1     | 0     |
| Sub-23    | 2024  | 1         | 0         | —       | —       | 3           | 0           | 4     | 0     |
| Sub-23    | Total | 2         | 0         | —       | —       | 3           | 0           | 5     | 0     |
| Total     | Total | 2         | 0         | 0       | 0       | 3           | 0           | 5     | 0     |

## Palmarés

### Campeonatos regionales
| Título              | Club      | País   | Año  |
| ------------------- | --------- | ------ | ---- |
| Campeonato Cearense | Fortaleza | Brasil | 2022 |
| Copa do Nordeste    | Fortaleza | Brasil | 2022 |
| Campeonato Cearense | Fortaleza | Brasil | 2023 |

### Títulos nacionales
| Título              | Equipo | País     | Año     |
| ------------------- | ------ | -------- | ------- |
| Categoría Primera A | Junior | Colombia | 2023-II |